# 鍵盤のつばさ
『鍵盤のつばさ』（けんばんのつばさ）は、NHK-FM放送で2016年4月から年9回程度（概ね月1回。放送なしの月あり）、NHK交響楽団の土曜日の定期演奏会（N響演奏会）実施日に放送される音楽番組である。
ピアノを中心とした鍵盤楽器について、ピアニストで作曲家の加藤昌則が様々な切り口を通してクラシック音楽の世界を紹介している。
2022年度までは、土曜日の 20:15 - 21:00 の放送だったが、2023年度からは土曜日のN響演奏会が16時からの放送に変更されたことに伴って、当番組の放送時間も土曜日の 18:20 - 18:50（回によっては 17:50 -18:50 の場合あり）に変更された。